# CH-2
CH-2 — мисливець за підводними човнами Імперського флоту Японії, який узяв участь у Другій світовій війні.
Корабель спорудили в 1934 році на верфі Ishikawajima Shipbuilding у Токіо.
На момент вступу Японії у Другу світову війну CH-2 належав до 1-го дивізіону мисливців за підводними човнами. 10 грудня 1941-го CH-2 разом з іншими кораблями дивізіону прикривав висадку допоміжного десанту у Апаррі на півночі філіппінського острова Лусон, після чого рушив до Такао (наразі Гаосюн на Тайвані).
18 грудня 1941-го CH-2 вийшов з Такао та 24 грудня прибув до затоки Ламон-Бей на східному узбережжі Лусону, де тієї доби висадили ще один допоміжний десант (можливо відзначити, що транспорти з військами прибули сюди з острова Амаміосіма у архіпелазі Рюкю).
27 – 31 грудня 1941-го CH-2 прослідував з Ламон-Бей до порту Давао на південному узбережжі філіппінського острова Мінданао (тут японці висадились за кілька діб до прибуття CH-2), а 6 січня 1942-го вийшов у море для прикриття загону, що 11 січня висадив війська у Менадо на північно-східному завершенні острова Сулавесі. 14 – 19 січня корабель прослідував назад до Давао.
Наступною операцією стало прикриття висадки 23 – 24 січня 1942-го у Кендарі (південно-східний півострів Сулавесі), а 29 – 31 січня CH-2 супроводжував десантний загін до Амбону (південна частина Молуккського архіпелагу). В Амбоні бої затяглись на кілька діб, втім, CH-2 вже 1 лютого прибув до якріної стоянки Бангка (неподалік від Менадо) та за кілька діб узяв участь у операції із захоплення Макассару (південно західний півострів Сулавесі), десант до якого вийшов з району Кендарі 5 лютого та висадився 10 лютого. Втім, сам CH-2 вже 11 лютого був у Давао.
На початку березня 1942-го 1-й дивізіон мисливців за підводними човнами підпорядкували 21-й спеціальній військово-морській базі, яку організували у Сурабаї (схід острова Ява), а з 1 травня CH-2 перевели до 2-го дивізіону мисливців за підводними човнами, що діяв у тому ж районі. Протягом більш ніж трьох років корабель ніс ескортну та протичовнову службу на сході Нідерландської Ост-Індії, під час якої відвідував Купанг, Ділі (обидва острів Тимор), Сурабаю, Макассар, Балікпапан (центр нафтовидобувної промисловості на східному узбережжі Борнео), Амбон, Маумере (острів Флорес). В серпні – вересні 1943-го корабель також здійснив ескортний рейс на захід із відвіданням Батавії (наразі Джакарта) та Падангу (західне узбережжя Суматри). 
20 лютого 1943-го CH-2 для пошуку підводного човна, що потопив транспорт «Куваяма-Мару», втім, це не принесло якогось успіху.
7 грудня 1943-го CH-2 вийшов для охорони конвою KAI-13, що слідував з Сурабаї до острова Тимор. У підсумку конвой прибув до Ділі, де 16 – 17 грудня обидва його транспорти «Генмей-Мару» та «Вакацу-Мару» були потоплені авіацією.
26 березня 1944-го CH-2 рушив з Сурабаї для ескорту конвою, який наступної доби втрати від атаки підводного човна транспорт «Нічінан-Мару», разом з яким загинуло три сотні військовслужбовців та членів екіпажу. CH-2 та інший корабель ескорту тральщик W-12 скинули кілька десятків глибинних бомб, проте не досягли якогось успіху.
21 жовтня 1944-го CH-2 вийшов з Сурабаї для пошуку ворожої субмарини, що 17 жовтня добила пошкоджений мінний загороджувач «Іцукусіма», який провадили на буксирі. 22 жовтня мисливець відзвітував про знищення ворожого підводного човна, втім, насправді нідерландська субмарина HNMS Zwaardvisch не постраждала.
15 січня 1945-го CH-2 почав супроводжувати від острова Бавеан (Яванське море дещо північніше від Сурабаї) два малі транспорти, що прямували до Балкпапану. Наступної доби обидва ці судна підірвались на мінах, при цьому «Хакурей-Мару» затонуло.
15 березня 1945-го CH-2 підібрав 36 осіб, які прямували на вітрильнику, що був обстріляний та потоплений британським підводним човном HMS Spirit.
Вночі 27 червня 1945-го CH-2 супроводжував конвой біля острова Ломбок. Тут він був перехоплений та потоплений американським підводним човном USS Blueback.